# Eugène Spuller

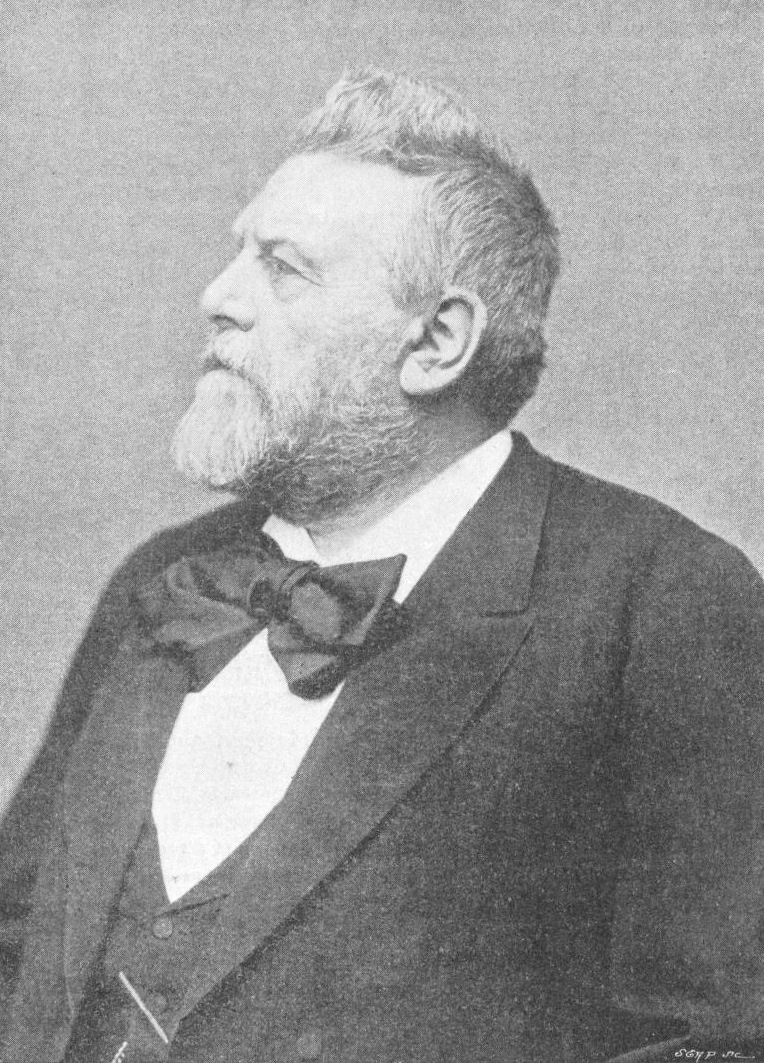
Eugène Spuller

Séraphin Jacques Eugène Spuller (* 8. Dezember 1835 in Seurre, Département Côte-d’Or; † 23. Juli 1896 in Sombernon, Département Côte-d’Or) war ein französischer Politiker, der unter anderem zwischen 1876 und 1892 Mitglied der Abgeordnetenkammer sowie von 1892 bis zu seinem Tode 1896 Mitglied des Senats war. Darüber hinaus war er zwischen 1881 Unterstaatssekretär beim Premierminister sowie beim Außenminister, 1887 Minister für öffentlichen Unterricht, Religion und schöne Künste, zwischen 1889 und 1890 Außenminister sowie von 1893 bis 1894 erneut Minister für öffentlichen Unterricht, Religion und schöne Künste.

## Leben

### Rechtsanwalt und Journalist
Spuller, dessen Vater aus Baden stammte, wuchs in einer Familie von Landwirten und Kaufleuten auf. Er wurde zunächst privat von seinem Großvater unterrichtet und begann erst 1847 als Zwölfjähriger mit dem formellen Schulunterricht am Gymnasium von Dijon. Nach Beendigung der Schule absolvierte er ein Studium der Rechtswissenschaften und nach seiner anwaltlichen Zulassung bei der Anwaltskammer von Paris (Barreau de Paris) 1862 eine Tätigkeit als Rechtsanwalt. Vor Gericht lernte er den einige Jahre jüngeren Rechtsanwalt Léon Gambetta kennen, der zugleich Artikel für eine große Zahl von Zeitungen und Zeitschriften verfasste. Daraufhin wurde auch er Journalist und war zunächst 1866 Korrespondent für die Zeitung L’Europe in Frankfurt am Main sowie anschließend Mitarbeiter der Zeitungen Le Nain jaune, Journal de Paris sowie die Encyclopédie générale, für die er insbesondere Artikel über Deutschland und Schlacht bei Königgrätz verfasste. Danach war er neben Gambetta, Paul Challemel-Lacour, François Allain-Targé, Jules Ferry sowie Henri Brisson einer der führenden Redakteure der Revue politique und gründete 1868 mit seinem Bruder François-Auguste Spuller, einem späteren Präfekten des Département Haute-Marne, die Wochenzeitung Journal de Langres.
1869 veröffentlichte Spuller die Unterschriften von 1.500 Wahlmännern gegen die Kandidatur des damaligen Premierministers Émile Ollivier in Paris ein und zugleich ein Buch mit dem Titel Petite histoire du second Empire. Nach der Ausrufung der Dritten Französischen Republik am 4. September 1870 begann er sich zunehmend politisch zu engagieren und verließ am 7. Oktober 1870 zusammen mit dem nunmehrigen Innenminister Gambetta Paris, um dieses im Deutsch-Französischen Krieg zu verteidigen. Am 8. Februar 1871 kandidierte er als Kandidat der Republikaner im Département Côte-d’Or erstmals für einen Sitz in der Abgeordnetenkammer, erhielt aber nur 1.180 der 73.216 Wählerstimmen. Nachdem Gambetta am 7. November 1871 die Tageszeitung La République française gegründet hatte, wurde er deren Chefredakteur und bekleidete diese Funktion bis 1876.

### Mitglied der Nationalversammlung und Unterstaatssekretär
Bei den Wahlen vom 5. März 1876 wurde Spuller für das 3. Pariser Arrondissement zum Mitglied der Abgeordnetenkammer (Chambre des députés) gewählt, wobei er 12.043 der 14.068 abgegebenen Stimmen erhielt. Er schloss sich der Fraktion der Union républicaine an und wurde einer deren führenden Politiker. Bei den Wahlen vom 14. Oktober 1877 wurde er mit 14.530 von 16.703 abgegebenen Stimmen wiedergewählt und später Präsident der Fraktion der Union républicaine. Als solcher wurde er bei den Wahlen vom 21. August 1881 zwar wiedergewählt, erhielt jedoch mit 9.550 der 16.101 abgegebenen Wählerstimmen deutlich weniger Stimmen als zuvor. Nachdem Léon Gambetta am 14. November 1881 Premierminister und Außenminister wurde, berief dieser Spuller zum Unterstaatssekretär im Amt des Premierministers sowie Außenministerium (Sous-secrétaire d’Etat à la Présidence du Conseil et aux Affaires étrangères). Diese Ämter hatte er bis zum Ende der Amtszeit Gambettas am 27. Januar 1882 inne und übernahm danach wieder das Amts als Vorsitzender der Fraktion der Union républicaine. Bei Teilwahlen vom 25. Januar 1882 hatte er im Département Seine ohne Erfolg für einen Sitz im Senat kandidiert.
1883 wurde Spuller einer der vier Vizepräsidenten der Abgeordnetenkammer. Bei den Wahlen vom 4. Oktober 1885 kandidierte er sowohl im Département Seine als auch im Département Côte-d’Or. Während er im Département Seine im ersten Wahlgang 103.632 von 434.632 Stimmen erhielt, wurde er im zweiten Wahlgang vom 18. Oktober 1885 im Département Côte-d’Or mit 54.677 der 91.997 abgegebenen Stimmen gewählt.

### Minister

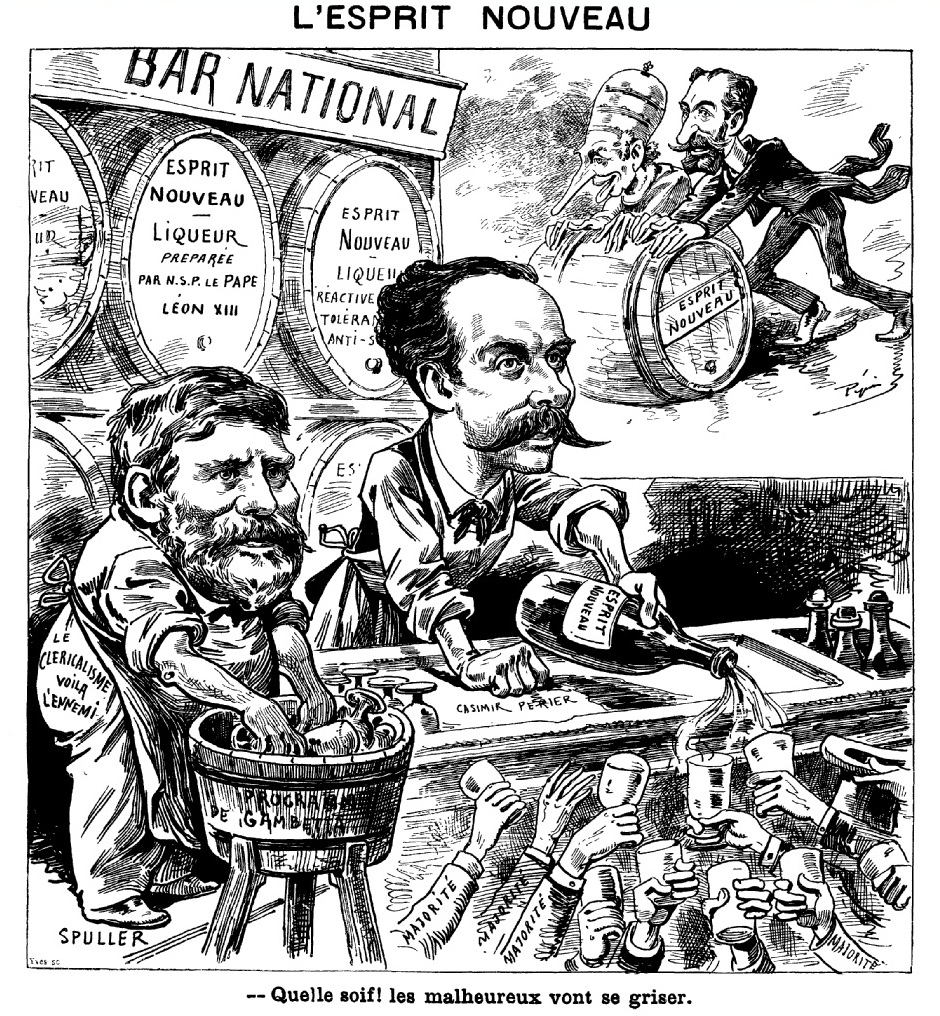
„L’esprit nouveau. Quelle soif! Les malheureux vont se griser.“ (‚Der neue Geist. Welcher Durst? Der Unglückliche wird berauscht sein.‘): Unterrichtsminister Eugène Spuller, Premierminister Jean Casimir-Perier und Staatspräsident Marie François Sadi Carnot werden in einer Karikatur in der Satirezeitschrift Le Grelot vom 11. März 1894 vorgeworfen den Antiklerikalismus im republikanischen Programm von Léon Gambetta zu verleugnen

Am 30. Mai 1887 berief Premierminister Maurice Rouvier Spuller zum Minister für öffentlichen Unterricht, Religion und schöne Künste (Ministre de l’Instruction publique, des Cultes et des Beaux-Arts) in dessen Kabinett, dem er bis zum Ende von Rouviers Amtszeit am 4. Dezember 1887 angehörte. Als Unterrichtsminister legte er per Dekret vom 1. Oktober 1887 fest, dass die Schulgebühren für Gymnasien ein Sechstel der Gebühren für staatliche Hochschulen betragen dürfen. Ferner sprach er sich gegen eine rücksichtslose Zunahme der Zahlen von Studenten der klassischen Unterrichtsgänge aus.
Premierminister Pierre Tirard ernannte ihn am 22. Februar 1889 zum Außenminister (Ministre des Affaires étrangères) in dessen Regierung, der er bis zum 14. März 1890 angehörte. Während dieser Zeit musste er mit der am 17. Februar 1889 stattgefundenen Sagallo-Affäre, bei der französische Kriegsschiffe das von russischen aufständische Kosaken unter Nikolai Iwanowitsch Aschinow besetzte verlassene Fort Sagallo im französischen Territorium von Obock und Protektorat von Tadjoura bombardierten, wobei sieben Personen (unter ihnen zwei Frauen und vier Kinder) getötet wurden. Die Kosaken ergaben sich, ohne einen Schuss abgefeuert zu haben, wurden nach Sues deportiert und kehrten nach Russland zurück. Aschinow wurde einige Monate lang von der russischen Regierung interniert. Bei den Wahlen von September 1889 wurde er im 2. Wahlkreis von Beaune mit 6.501 wieder zum Mitglied der Abgeordnetenkammer gewählt und übernahm am 22. März 1890 sowie am 15. Januar 1891 abermals das Amt als Vizepräsident der Abgeordnetenkammer.

### Senator
Bei einer durch den Tod von Pierre Joigneaux notwendig gewordenen Nachwahl vom 24. April 1892 wurde Spuller für die Union républicaine im Département Côte-d’Or schließlich zum Mitglied des Senats gewählt, wobei er 716 der 1.047 Stimmen erhielt. Zugleich wurde er am 3. Dezember 1893 von Premierminister Jean Casimir-Perier wieder zum Minister für öffentlichen Unterricht, Religion und schöne Künste ernannt. Dieses Ministeramt hatte er bis zum 23. Mai 1894 inne. In einer Rede vor der Abgeordnetenkammer mahnte er in diesem Amt einen neuen Geist bei den Katholiken an. Der erst kurz zuvor gewählte Abgeordnete Denys Cochin unterbrach ihn und verteidigte die Freiheit des Religionsunterrichts und die Glaubenslehre gegen die Attacken der Regierungen von Pierre Waldeck-Rousseau und Émile Combes.
Am 7. Januar 1894 wurde er mit 812 der 1.029 abgegebenen Stimmen für das Département Côte-d’Or erneut zum Senator gewählt und gehörte dem Senat bis zu seinem Tode am 23. Juli 1896 an.
Ihm zu Ehren wurden die Rue Eugène Spuller, in der sich das Rathaus des 3. Pariser Arrondissements befindet und der Boulevard Eugène Spuller in Dijon benannt. Eine Statue von ihm ist vor dem Rathaus seines Sterbeorts Sombernon aufgestellt.